# ソウル特別市都市鉄道公社5000系電車

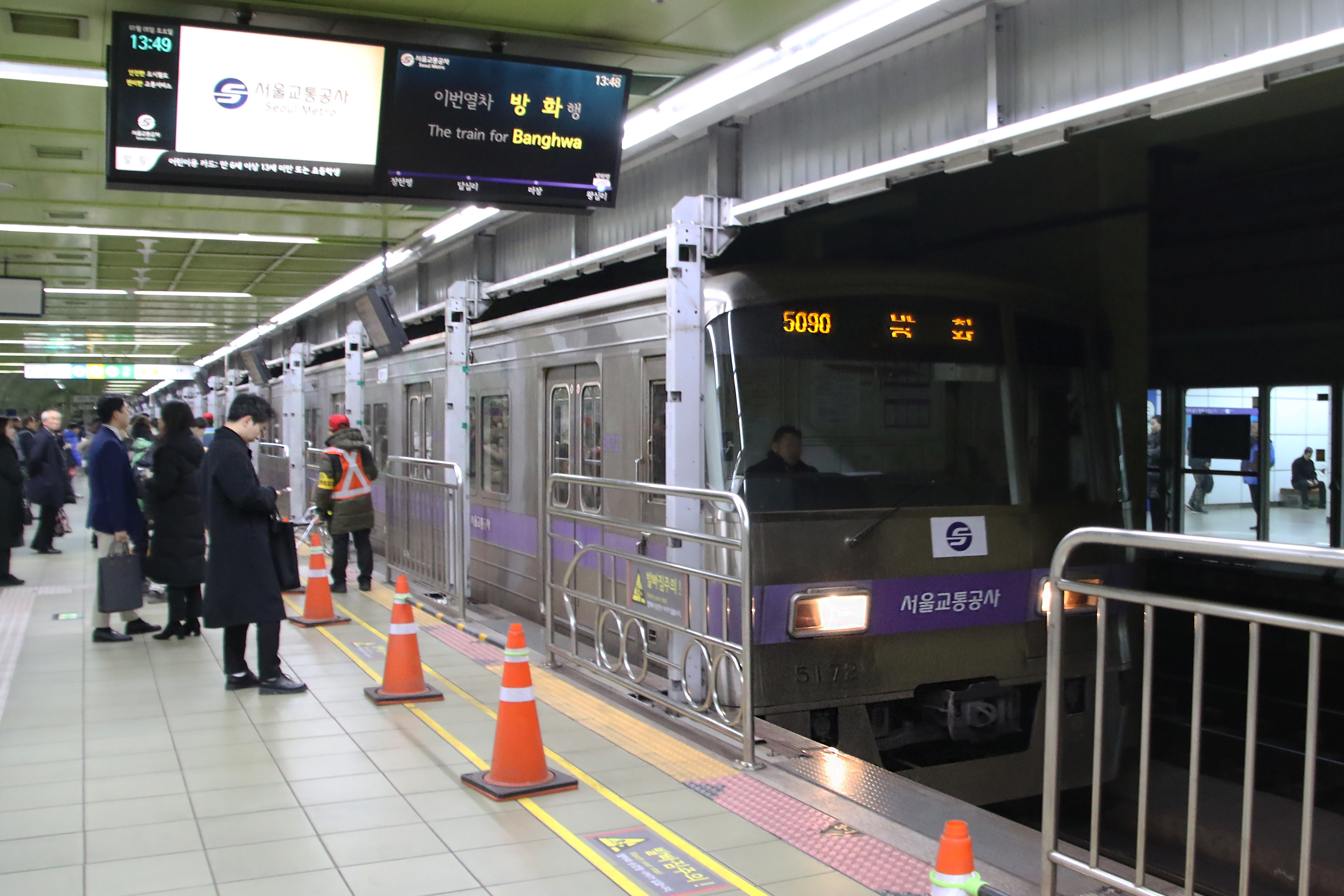
往十里駅に入線中の572編成。ホームドア更新中。

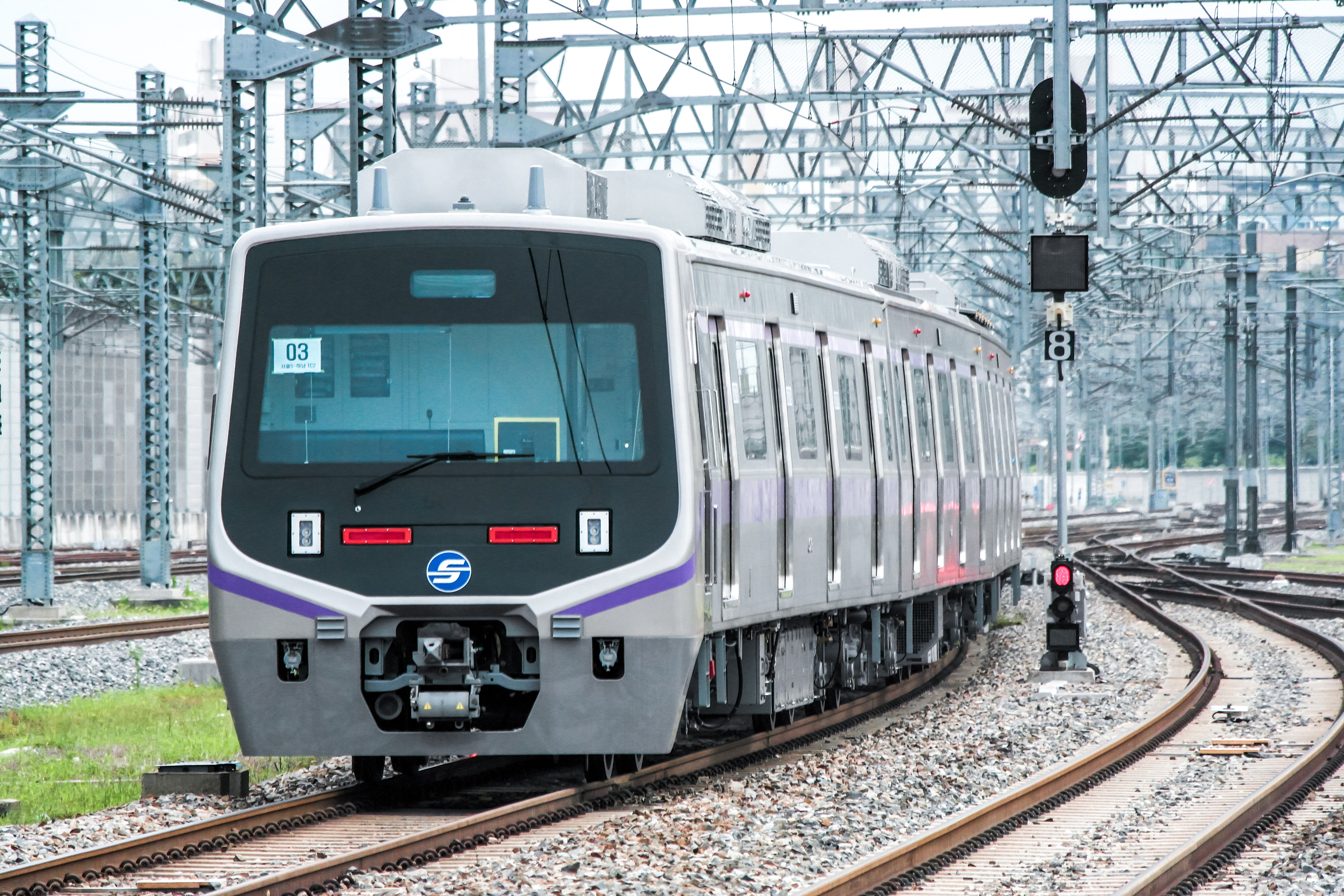
579編成

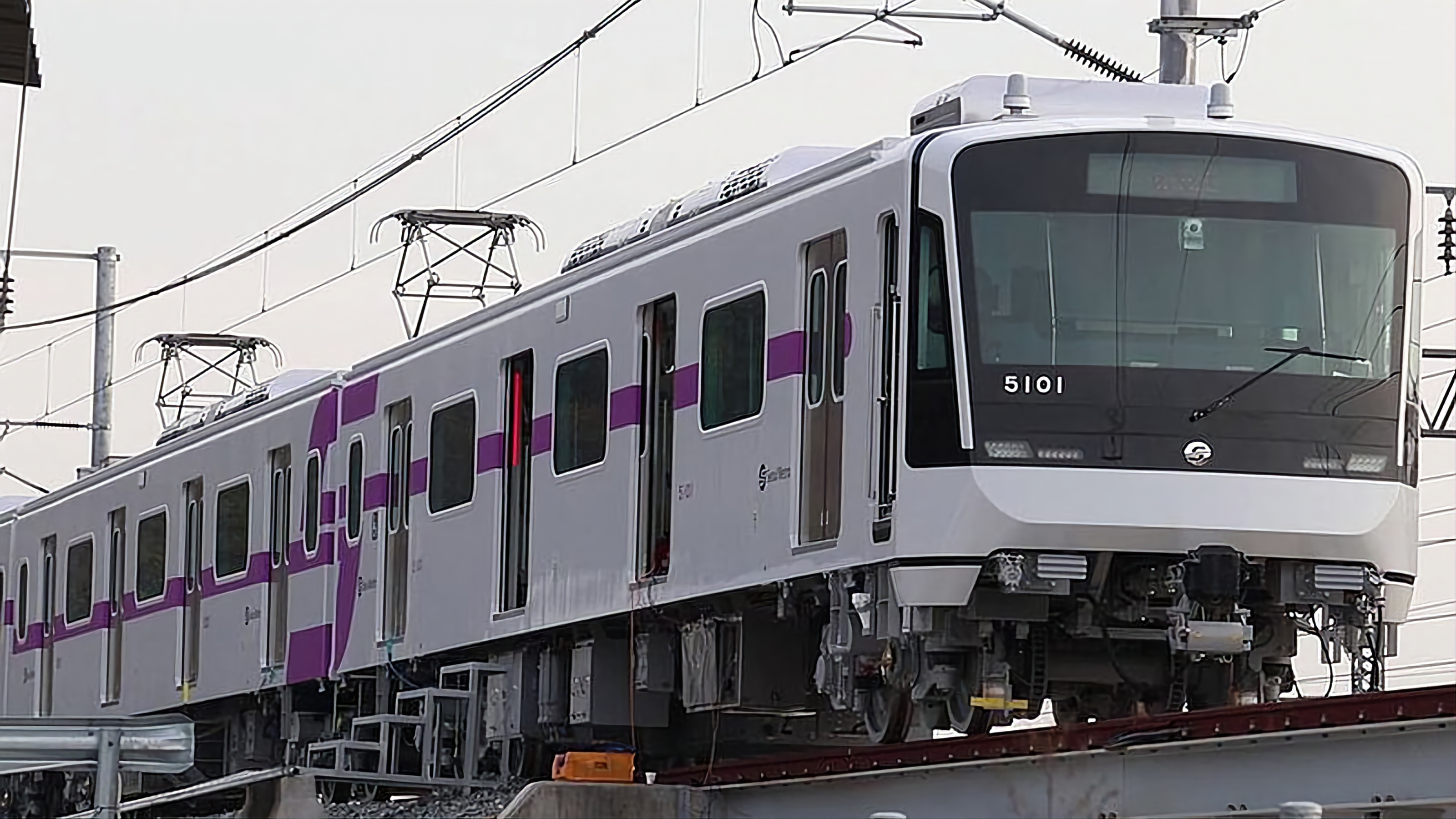
501編成

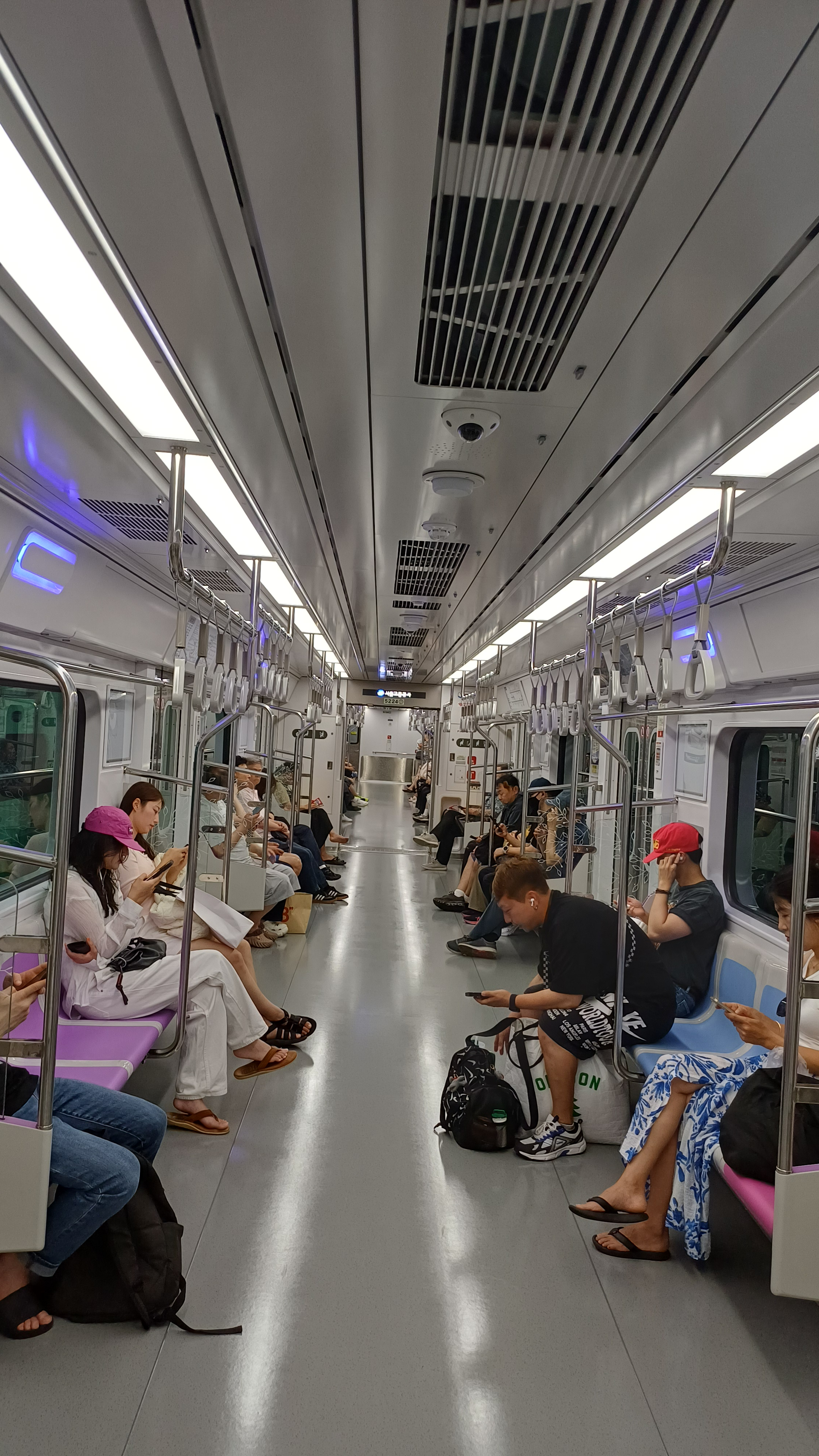
5次車の車内

ソウル特別市都市鉄道公社5000系電車（ソウルとくべつしとしてつどうこうしゃ5000けいでんしゃ）は、1995年11月15日に営業運転を開始したソウル交通公社5号線用の通勤形電車。

## 概要
本系列はソウル特別市都市鉄道公社で初めて製造された車両で、以後に登場する6000系・7000系・8000系の基本設計は本系列をベースとしている。
編成両数は8両である。1994年12月から1996年1月にかけて1次車が、1996年に2次車がそれぞれ製造されている。また、本系列の全車両は、日本の海外経済協力基金（OECF）による借款で製造された。
3次車は河南線延伸に備えて現代ロテムで577～580編成が導入された。
4次車は、1次車の老朽化による置き換えのため2020年6月から2022年6月に宇進産電で製造され、501～525編成が導入された。
5次車は、2025年から2026年にタウォンシスで製造され、526～551編成を置き換える予定。
6次車は、2027年から2028年にタウォンシスで製造され、552～576編成を置き換える予定。5次車と共通仕様で導入される。

## 仕様

### 車体構造
車体はビード付きの軽量ステンレス製鋼体で、5号線のラインカラーである紫色の帯を巻く。先頭車の前面形状は半流線型である。
客用扉配置は全ての車両で片側4か所である。
扉間の側窓は1次車が上部が内倒れ式で開閉可能であったが、2次車は固定式となり開閉できなくなった。ただし、後述する内装の不燃化改造により、1次車も固定式となった。車端部の側窓は1次車、2次車ともに上部が内倒れ式の開閉可能な窓である。
行き先表示器はLED式を採用している。2次車では前面に設置されている表示器の寸法が変更され、サイズが大きくなっている。製造当初は側面にも搭載されていたが、ホームドアの設置に伴い撤去され、韓国の携帯通信事業者のWi-fi端末が設置されている。
3次車は、ソウル市メトロ9号線9000系にベースに製造され、側窓から上部に絞られている。3次車から非常用扉が廃止されている。
4次車は、従来のステンレス車体からアルミ車体に変更されている。

### 走行機器など
制御装置はGTO素子を使用したVVVFインバータ制御を採用した。装置はスイス・ABB製で、1台で主電動機を8台制御する1C8M方式である。主電動機は出力200kWのかご形三相誘導電動機を採用している。
502編成は、機器更新により、7号線SR000系や2号線の2000系3次車と同じタウォンシス製のIGBTの制御装置が搭載されている。
3次車は現代ロテム製IPM-IGBT素子VVVFインバータ制御を搭載している。

4次車は釜山交通公社新1000系で採用された永久磁石同期電動機(PMSM)と、PMSM主回路システム対応のIGBT素子VVVFインバータ制御を採用している。ソウル地下鉄でPMSMを採用するのはこの車両が初で、後に7号線、8号線の新車にも同一設計でPMSMが採用されている。主電動機と制御装置は東芝が供給しており、PMSMは完全な東芝製で、制御装置も東芝と宇進産電が共同で開発。
5次車・6次車は4次車との互換性を持たせメンテナンス効率を上げるため、PMSMを採用する。
ブレーキ方式は回生ブレーキを併用した電気指令式空気ブレーキを採用し、全電気ブレーキ機能を備える。
集電装置（パンタグラフ）は下枠交差式で、5200形と5600形に2基搭載する。台車は1・2次車がシェブロン式ボルスタレスで、3・4次車が韓国で広く採用されているDT50・TR235とほぼ同一の円錐積層ゴム式ボルスタレス台車。
本形式には、宇進産電製の運転管理制御システム「TGIS」が搭載されており、ATO支援によるワンマン運転に対応したシステムを有する。

## 内装の不燃化改造
2003年に発生した大邱地下鉄放火事件を契機に強化された鉄道車両の難燃基準に沿って、2005年までに本系列の全車両を対象に内装の不燃化改造を実施した。この改造工事の施工は興一企業とデザインリミット（現・SLS重工業）が担当した。
改造内容は以下の通りである。
- 座席をモケット張りからステンレス製に変更
- 車内非常通報装置・火災警報器の設置
- 扉間の側窓を固定式に変更（1次車のみ、2次車は登場時からこの仕様）

ただし、座席は2010年に不燃性モケット張りのものに再度変更されている。

## 編成表
ソウル交通公社の編成番号は、4桁の車号のうち号車を意味する百の位を除く3桁で表現する。（例：1号車が5101である編成＝501編成）
|          | ← 傍花河南黔丹山・馬川 → |              |              |              |              |              |              |              |        |          |
| 号車     | 1                        | 2            | 3            | 4            | 5            | 6            | 7            | 8            | 製造年 | 車両形態 |
| 形式     | 5100形                   | 5200形       | 5300形       | 5400形       | 5500形       | 5600形       | 5700形       | 5000形       | 製造年 | 車両形態 |
| 区分     | Tc                       | M            | M'           | T            | T            | M            | M'           | Tc           | 製造年 | 車両形態 |
| 搭載機器 | SIV,BT                   | VVVF         | VVVF,CP      |              |              | VVVF         | VVVF,CP      | SIV,BT       | 製造年 | 車両形態 |
| 車両番号 | 5101 5103                | 5201 5203    | 5301 5303    | 5401 5403    | 5501 5503    | 5601 5603    | 5701 5703    | 5001 5003    | 1994年 | 1次車    |
| 車両番号 | 5104 ： 5146             | 5204 ： 5246 | 5304 ： 5346 | 5404 ： 5446 | 5504 ： 5546 | 5604 ： 5646 | 5704 ： 5746 | 5004 ： 5046 | 1995年 | 1次車    |
| 車両番号 | 5147 ： 5176             | 5247 ： 5276 | 5347 ： 5376 | 5447 ： 5476 | 5547 ： 5576 | 5647 ： 5676 | 5747 ： 5776 | 5047 ： 5076 | 1996年 | 2次車    |

|          | ← 傍花河南黔丹山・馬川 → |              |              |              |              |              |              |              |                 |          |
| 号車     | 1                        | 2            | 3            | 4            | 5            | 6            | 7            | 8            | 製造年          | 車両形態 |
| 形式     | 5100形                   | 5200形       | 5300形       | 5400形       | 5500形       | 5600形       | 5700形       | 5000形       | 製造年          | 車両形態 |
| 区分     | Tc                       | M            | M'           | T            | T            | M            | M'           | Tc           | 製造年          | 車両形態 |
| 搭載機器 | SIV,BT                   | VVVF         | VVVF,CP      |              |              | VVVF         | VVVF,CP      | SIV,BT       | 製造年          | 車両形態 |
| 車両番号 | 5101 ： 5125             | 5201 ： 5225 | 5301 ： 5325 | 5401 ： 5425 | 5501 ： 5525 | 5601 ： 5625 | 5701 ： 5725 | 5001 ： 5025 | 2021年： 2023年 | 4次車    |
| 車両番号 | 5126 ： 5151             | 5226 ： 5251 | 5326 ： 5351 | 5426 ： 5451 | 5526 ： 5551 | 5626 ： 5651 | 5726 ： 5751 | 5026 ： 5051 | 2025年： 2026年 | 5次車    |
| 車両番号 | 5152 ： 5176             | 5252 ： 5276 | 5352 ： 5376 | 5452 ： 5476 | 5552 ： 5576 | 5652 ： 5676 | 5752 ： 5776 | 5052 ： 5076 | 2027年： 2028年 | 6次車    |
| 車両番号 | 5177 : 5180              | 5277 : 5280  | 5377 : 5380  | 5477 : 5480  | 5577 : 5580  | 5677 : 5680  | 5777 : 5780  | 5077 : 5080  | 2018年          | 3次車    |

| 凡例 - VVVF -主制御装置 - SIV -静止形インバータ - CP -空気圧縮機 - BT -蓄電池 |
| 備考 - パンタグラフは、M（5200形、5600形）に下枠交差形を2基ずつ搭載する。     |

## 配属
- 501~536編成, 577~580編成 - 高徳車両事業所（朝鮮語版）
- 537~576編成 - 傍花車両事業所（朝鮮語版）

## その他

### 搬入過程
本系列の高徳車両基地所属車を搬入する際は、以下の手段がとられた。
- 製造元の現代精工の最寄り駅である新昌原駅（慶尚南道昌原市）から京釜線・果川線・ソウルメトロ4号線・ソウルメトロ3号線を経由し、水西車両基地まで甲種輸送する。
- 水西駅縦断部と永同大路が交差する地点に垂直搬出口を設け、クレーンで車両を引き上げた後、永同大路に8号線可楽市場駅付近へ向かう臨時の車両搬入線を設置。同搬入線などを経由し、高徳車両基地まで回送した。

### 編成替え
2018年6月に傍花車両事業所で発生した火災の影響で、529編成の先頭車の5029が使用不能となり、故障のため休車中だった518編成の5018と取り換える措置が取られた。
旧5029（2台目5018）を含む518編成は、2020年5月24日に復帰のため試運転が行われたが、傍花駅で発生した脱線事故の影響で再び休車となった。その後2022年2月をもって廃車となった。

### 廃車
1次車・2次車は製造から約30年が経過しており、代替として宇進産電から4次車、タウォンシスから5・6次車が導入される。1次車のうち、旧501編成〜旧525編成は2024年までに4次車が導入完了したため、全廃となっている。当初は2次車も2025年までの置き換えを予定していたが、タウォンシスの車両納期遅延の影響で置き換えは2028年まで遅延している。2025年5月25日に、タウォンシス製第1編成(D526編成)が金泉工場で確認された。2025年8月11日に金泉工場から五松試験線に甲種輸送。

### 事件・事故
2025年5月31日に、傍花駅午前8時7分発馬川駅行きSMRT5535列車として運行していた4次車513編成が午前8時45分頃、 汝矣ナル駅〜麻浦駅間走行中に放火により被災した。この事件により、馬川寄りの前から4両目(5513号車)の車内の一部が損傷した。